# John Roberts (architecte)
John Roberts (1712–23 mai 1796) est un architecte anglo-irlandais du XVIIIe siècle. Ces créations sont dans un style géorgien. Né dans la ville de Waterford, il est surtout connu pour les bâtiments qu'il a conçus dans cette ville.

## Enfance
Roberts nait à Waterford en 1712, fils de Thomas Roberts, architecte et constructeur. On sait peu de choses sur son enfance, il aurait peut-être étudié à Londres pendant une période. À 17 ans il s'enfuit avec Mary Susannah Sautelle, une héritière huguenote qui vivait également à Waterford.

## Carrière

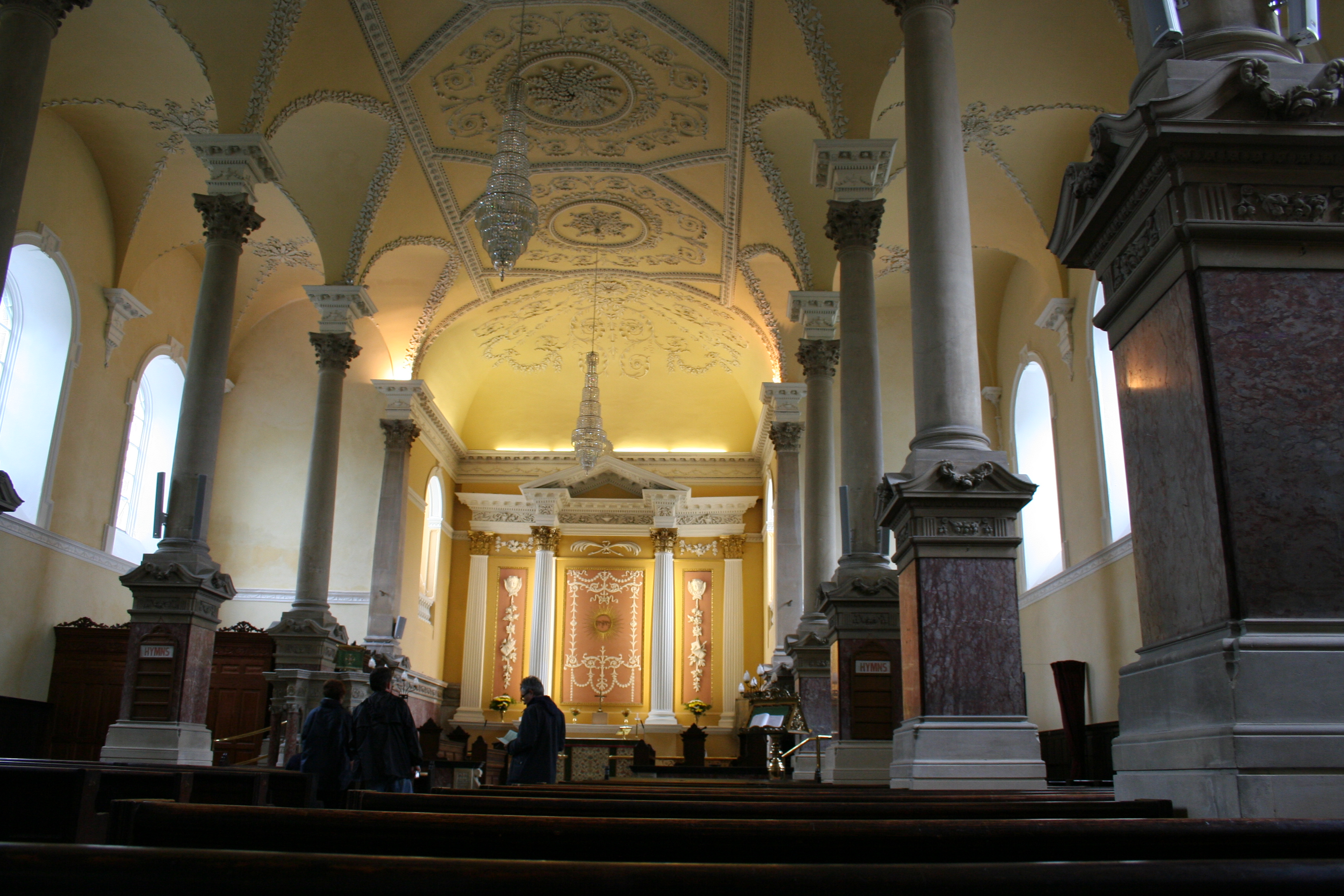
Cathédrale Christ Church, Waterford, intérieur

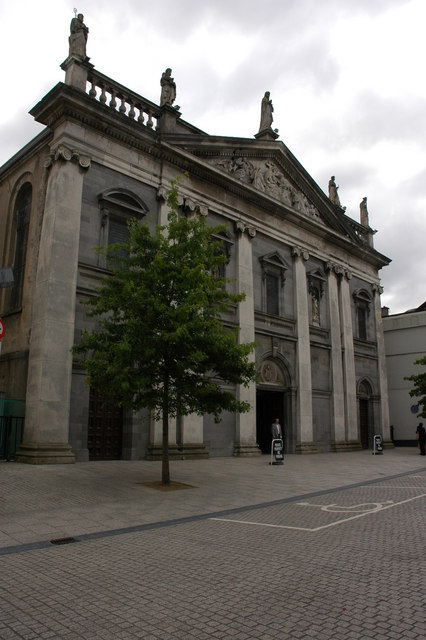
Cathédrale de la Très Sainte Trinité, Waterford, façade

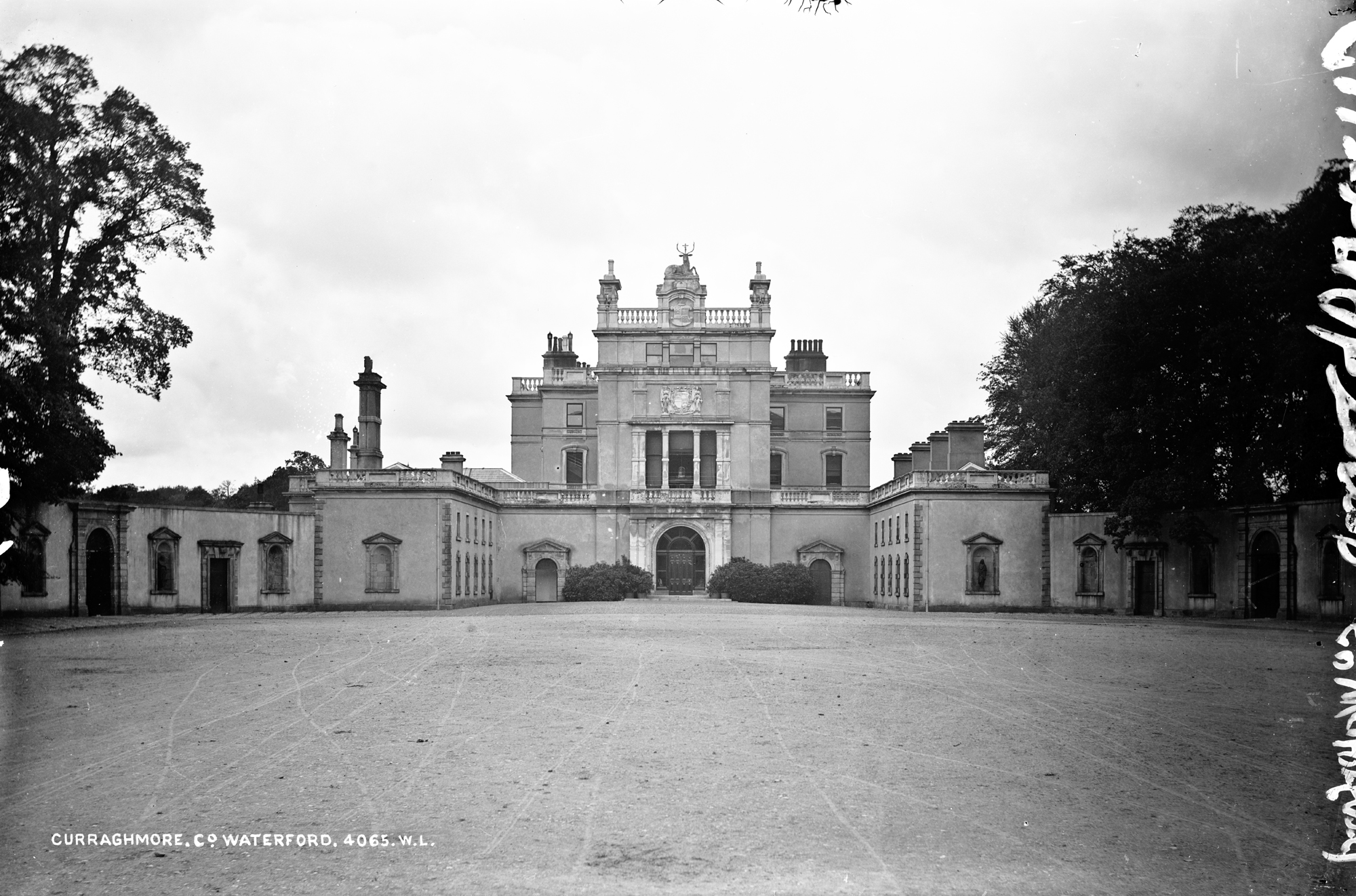
, près de Portlaw

En 1746, l'évêque protestant de Waterford et Lismore Richard Chenevix demande à John Roberts d'achever le nouveau palais épiscopal.
Vers 1760, il conçoit la maison de maître de Mount Congreve (en), près de Kilmeaden.
En 1785, il construit une maison à Waterford pour William Morris, aujourd'hui siège des Harbour Commissioners et de la Chambre de commerce. En 1786, il dessine la Newtown House puis la Newtown School (en) une école quaker.
En 1787, il dessine l'hôpital des lépreux et l'église Saint-Étienne. Roberts a également construit les Assembly Rooms du Waterford's Mall en 1788, qui sont devenus au XXIe siècle respectivement le théâtre royal et l'hôtel de ville.
Roberts a conçu, ce qui est inhabituel, à la fois les cathédrales protestante et catholique de Waterford : la cathédrale Christ Church (années 1770) et la cathédrale de la Très Sainte Trinité (années 1790),.
En dehors de Waterford, il a dessiné les manoirs de Curraghmore (en) et de Mount Congreve (en) (tous deux dans le comté de Waterford) et également les Tyrone House (en) (comté de Galway), Cappoquin House (en) (comté de Waterford) et Moore Hall (en)

## Vie privée et descendance
Roberts a eu entre 21 et 24 enfants avec sa femme Susannah, huit ont vécu jusqu'à l'âge adulte, dont les peintres Thomas Roberts (en) et Thomas Sautelle Roberts (en).
Il vit avec sa femme de nombreuses années dans l'ancien palais épiscopal, en face de la cathédrale, avec une résidence de campagne à Roberts Mount.
Il était surnommé « Honest John » parce qu'il payait ses ouvriers de manière très fiable, donnant parfois la moitié de leur salaire directement à leurs femmes afin que cet argent ne soit pas gaspillé en alcool.
John Roberts meurt le 23 mai 1796 après s'être endormi sur le sol de la cathédrale de la Très Sainte Trinité de Waterford et avoir contracté une pneumonie. La place principale de Waterford est nommée John Roberts Square en son honneur.
Son fils, le révérend John Roberts, devint magistrat et recteur. Le fils du révérend John Roberts est Abraham Roberts (en), général de la Compagnie des Indes orientales. Le fils d'Abraham est Frederick Roberts, Field Marshall durant la Première Guerre mondiale.
La fille Roberts est devenu artiste comme ses frères Thomas (en) et Thomas Sautelle (en), elle peignait des décors et des paysages pour le théâtre de Waterford.
Roberts a eu un arrière petit fils architecte, Samuel Ussher Roberts (1821-1900).